# Centro de Formação de Atletas Tirol
O 	Centro de Formação de Atletas Tirol é um clube empresa de futebol da cidade de Fortaleza, no estado do Ceará, estando sediado no bairro Carlito Pamplona, fundado em 2011 e vinculado a rede de farmácias Pague Menos. O clube, que tem como cores oficiais o azul, preto e branco, estreou no futebol profissional em 2021, ao disputar a Série C do Campeonato Cearense.

## História
O Grêmio Recreativo Pague Menos foi fundado no dia 1º de novembro de 2011 como uma agremiação desportiva, social, cultural, recreativa e uma sociedade civil de fins assistenciais e não lucrativos, constituída por funcionários da Rede de Farmácias Pague Menos, de pessoas da comunidade local e de dependentes de funcionários.
O clube iniciou os trabalhos com futebol adulto, firmando parcerias ao longo dos anos com diversos times. Em 2018, o clube se filiou a Federação Cearense de Futebol na categoria amador e em 2021, a agremiação passou a ser profissional e iniciou sua participação na Série C.
Sua estreia no futebol profissional ocorreu em 23 de outubro no Estádio João Ronaldo, em Pacajus. O Grêmio Pague Menos venceu o Tianguá por 2 a 0 com gols de Maranhão, ex-Ceará e Fortaleza, e Yuri Tanque. O clube se classificou para as semifinais do campeonato com duas vitórias e um empate na primeira fase.
Além do futebol profissional, o clube investe em categorias de base e futsal, possuindo equipes de todas as categorias, sendo responsável pela revelação de alguns jogadores do cenário nacional, dentre eles o atacante Caio Vidal do Internacional-RS.
Em sua primeira participação em competições profissionais, o Pague Menos chegou à final da Série C Cearense, após vencer o Quixadá por 4 a 2 no placar agregado. Mesmo perdendo o título para o tradicional Guarani de Juazeiro, conquistou a vaga para a Série B cearense de 2022.
No ano de 2024, o clube foi promovido ao Campeonato Cearense da Primeira Divisão, na semifinal, o clube empatou com o Itapipoca por 2 a 2 no jogo de ida, e venceu por 4 a 2 no jogo de volta, assim, conquistando o acesso. Na final, o clube venceu o Cariri por 3 a 0 e garantiu o título da Segunda Divisão.

## Estatísticas

### Participações
|  | Participações em 2026 |

| Competição | Competição          | Temporadas | Melhor campanha     | Estreia | Última | A | R |
| Ceará      | Campeonato Cearense | 2          | 6º colocado (2025)  | 2025    | 2026   |   | – |
| Ceará      | Série B             | 3          | Campeão (2024)      | 2022    | 2024   | 1 | – |
| Ceará      | Série C             | 1          | Vice-campeão (2021) | 2021    | 2021   | 1 |   |
| Ceará      | Copa Fares Lopes    | 1          | 6º colocado (2024)  | 2024    | 2024   |   |   |
| Brasil     | Série D             | 1          | Estreia (2026)      | 2026    | 2026   | – |   |

### Temporadas
Legenda:
| Campeão. Vice-campeão. Eliminado na semifinal. | Rebaixado à divisão inferior. Campeão e promovido à divisão superior. Promovido à divisão superior. |